# Obsidian (album)
Obsidian je šesnaesti studijski album britanskog death/doom sastava Paradise Lost. Diskografska kuća Nuclear Blast Records objavila ga je 15. svibnja 2020.

## Popis pjesama
Tekstovi: Nick Holmes, glazba: Gregor Mackintosh.
| 1.    | »Darker Thoughts«    | 5:46 |
| 2.    | »Fall from Grace«    | 5:42 |
| 3.    | »Ghosts«             | 4:35 |
| 4.    | »The Devil Embraced« | 6:08 |
| 5.    | »Forsaken«           | 4:30 |
| 6.    | »Serenity«           | 4:46 |
| 7.    | »Ending Days«        | 4:36 |
| 8.    | »Hope Dies Young«    | 4:02 |
| 9.    | »Ravenhast«          | 5:30 |
| 45:35 |                      |      |

| Bonus pjesme na Deluxe izdanju | Bonus pjesme na Deluxe izdanju | Bonus pjesme na Deluxe izdanju | Bonus pjesme na Deluxe izdanju | Bonus pjesme na Deluxe izdanju | Bonus pjesme na Deluxe izdanju | Bonus pjesme na Deluxe izdanju | Bonus pjesme na Deluxe izdanju | Bonus pjesme na Deluxe izdanju | Bonus pjesme na Deluxe izdanju |
| Br.                            | Skladba                        | Trajanje                       |                                |                                |                                |                                |                                |                                |                                |
| ------------------------------ | ------------------------------ | ------------------------------ | ------------------------------ | ------------------------------ | ------------------------------ | ------------------------------ | ------------------------------ | ------------------------------ | ------------------------------ |
| 10.                            | »Hear the Night«               | 5:34                           |                                |                                |                                |                                |                                |                                |                                |
| 11.                            | »Defiler«                      | 4:45                           |                                |                                |                                |                                |                                |                                |                                |
| 55:54                          |                                |                                |                                |                                |                                |                                |                                |                                |                                |

## Zasluge
Paradise Lost
- Nick Holmes – vokal
- Waltteri Väyrynen – bubnjevi
- Steve Edmondson – bas-gitara
- Greg Mackintosh – solo-gitara, ritam gitara
- Aaron Aedy – ritam gitara

Dodatni glazbenici
- Heather Mackintosh – prateći vokal (na pjesmi "Hope Dies Young")
- Alicia Nurho – violina (na pjesmama 1., 7.)

Ostalo osoblje
- Jaime Gomez Arellano – produkcija, snimanje, miks, mastering
- Federico De Luca – umjetnički smjer
- Adrian Baxter – grafički dizajn